# Synodontis polli
Synodontis polli là một loài cá thuộc họ Mochokidae. Loài này có ở Burundi, Cộng hòa Dân chủ Congo, Tanzania, and Zambia. Môi trường sống tự nhiên của chúng là hồ nước ngọt.